# Saint-Généroux
Saint-Généroux é uma comuna francesa na região administrativa da Nova Aquitânia, no departamento de Deux-Sèvres. Estende-se por uma área de 20,46 km². Em 2010 a comuna tinha 368 habitantes (densidade: 18 hab./km²).